# Simon Gustafson
Simon Gustafson, född 11 januari 1995 i Stensjöns församling i Mölndal, är en svensk fotbollsspelare (mittfältare) som spelar för BK Häcken. Hans tvillingbror, Samuel och yngre bror Elias Gustafson, är också fotbollsspelare.

## Klubbkarriär
Gustafsons moderklubb är Fässbergs IF. Han var med i klubbens P18-lag som vann Gothia Cup 2012. Gustafson lämnade, tillsammans med sin tvillingbror Samuel, inför säsongen 2013 klubben för BK Häcken. Han debuterade i premiären av Allsvenskan 2013 i en 0–3-hemmaförlust mot IFK Göteborg. Han blev utnämnd till "Månadens Tipselitspelare" i juli 2013. I februari 2015 förlängde han sitt kontrakt med BK Häcken fram över säsongen 2016.
Den 15 juli 2015 skrev Gustafson på ett fyraårskontrakt med Feyenoord. I juli 2017 lånades Gustafson ut till Roda JC. I maj 2018 värvades Gustafson av FC Utrecht, där han skrev på ett kontrakt fram till 2022.
I juli 2022 skrev Gustafson på ett 3,5 år långt kontrakt med BK Häcken. Under säsongen 2022 spelade han 14 matcher och gjorde sex assist då BK Häcken vann sitt första SM-guld.

## Landslagskarriär
Simon Gustafson debuterade för Sveriges seniorlandslag på januariturnén 2015, i ett möte med Finland. Senare under året var Gustafson en del av Sveriges U21-landslag som tog guld i U21-EM 2015. Mittfältaren fick dock ingen speltid i turneringen.

## Meriter
Feyenoord
- Eredivisie: 2016/2017
- KNVB Cup: 2015/2016

 BK Häcken
- Svensk mästare: 2022

 Sverige U21
- U21-Europamästerskapet i fotboll: 2015